# Comté de Cleveland (Caroline du Nord)
Pour les articles homonymes, voir Comté de Cleveland.
Le comté de Cleveland est un comté des États-Unis, situé dans l'État de Caroline du Nord. Son siège est la ville de Shelby.

## Histoire
Le comté a été formé en 1841 à partir de certaines parties des comtés de Lincoln et de Rutherford. Il a été nommé en l'honneur de Benjamin Cleveland (en), un colonel de la guerre d'indépendance des États-Unis, qui a participé à la bataille de Kings Mountain. De 1841 à 1887, « Cleaveland » était l'orthographe utilisée, l'orthographe actuelle a été adoptée en 1887.

## Démographie
| 1850   | 1860   | 1870   | 1880   | 1890   | 1900   |
| ------ | ------ | ------ | ------ | ------ | ------ |
| 10 396 | 12 348 | 12 696 | 16 571 | 20 394 | 25 078 |

| 1910   | 1920   | 1930   | 1940   | 1950   | 1960   |
| ------ | ------ | ------ | ------ | ------ | ------ |
| 29 494 | 34 272 | 51 914 | 58 055 | 64 357 | 66 048 |

| 1970   | 1980   | 1990   | 2000   | 2010   | - |
| ------ | ------ | ------ | ------ | ------ | - |
| 72 556 | 83 435 | 84 714 | 96 287 | 98 078 | - |

## Communautés

### Cities
- Kings Mountain
- Shelby

### Towns
- Belwood
- Boiling Springs
- Casar
- Earl
- Fallston
- Grover
- Kingstown
- Lattimore
- Lawndale
- Mooresboro
- Patterson Springs
- Polkville
- Waco

### Census-designated place
- Light Oak